# 익산군
| Daedongyeojido (Gyujanggak) 16-05.jpg | Daedongyeojido (Gyujanggak) 16-04.jpg |
| Daedongyeojido (Gyujanggak) 17-05.jpg | Daedongyeojido (Gyujanggak) 17-04.jpg |

익산군의 기

익산군(益山郡)은 전북특별자치도에 있던 행정 구역이다. 익산군은 원래의 익산군에 여산군·함열군·용안군의 3군이 합쳐진 지역으로 역사상의 익산군은 지금의 금마면을 중심으로 춘포, 왕궁, 삼기면과 익산시내 일부등을 포괄하는 지역이다. 구 이리시인 익산시내는 본래의 익산군 치소가 있던 금마면에서 좀 떨어져서 일제강점기에 새로 성장한 신흥도시로 정작 대부분이 본래 익산의 속현인 옥야현지역이었다.

## 유래
삼한시대에 건마국이 들어선 땅으로  지모밀지(枳慕蜜地) 또는 지마마지(只馬馬知)라고 했다. 이를 흔히 알려진 금마저(金馬渚)라고 표기한 것이다.

## 역사
- 기자조선 마지막 왕인 기준(奇準)이 위만에게 나라를 강탈당하고 한반도 남부로 내려와 진국(辰國)을 세웠다. 진국은 나중에 마한을 비롯한 삼한으로 나뉘었고 지금의 익산지역에는 마한에 속한 건마국(乾馬國)이 들어섰다.
- 서기9년 온조왕 27년에 마한 대부분의 지역이 백제에 합병되면서 익산도 백제의 영역이 되었다. 인근에 소력지(所力只) 지량초(只良肖), 감물아(甘勿阿) 등의 지역이 있었다.
- 639년 백제 무왕이 수도를 사비에서 금마저로 일시 천도했다. 1970년 일본에서 발견된 관세음응험기(觀世音應驗記)라는 문헌에  백제 무광왕(武廣王)이 지모밀지(枳慕密地)로 천도하고 새로이 제석정사(帝釋精舍)라는 사찰을 세웠다는 기록이 있고 김정호의 '대동지지'(大東地志)등에도  백제 무왕이 익산에다가 별도(別都)를 건설했다는 기록이 있다. 실제로 왕궁면 일대에 왕궁으로 추정되는 대규모 유적이 확인되었다. 석왕동의 쌍릉은 무왕의 능이라는 설이 있다.
- 660년 나당 연합군이 백제를 멸망시켜 합병하자 당나라가 옛 백제땅을 차지채 웅진 도독부를 설치했다. 익산지방에 함열을 중심으로 노산주(魯山州)를 설치하고 익산은 지모현(支牟縣)이 되었다.
- 670년 고구려 유민의 지도자 안승이 신라로 망명하자 신라는 당나라를 몰아내기 위해 안승(安勝)에게 고구려를 계승한 괴뢰국 보덕국(報德國)을 세우게 하였다.
- 685년 신문왕 5년에 소부리주에서 완산주가 갈려나오자 여기에 속해 옥야현(沃野縣), 야산현(野山縣), 우주현(紆州縣)의 3현을 관할했다.
- 고려초기에 전주의 속현이 되었다.
- 995년 고려 성종 14년 강남도에 속해 금마군(金馬郡)이 되었다가 이후 전라주도에 속했다.
- 1344년 충혜왕 복위 5년에 익주(益州)가 되었다.
- 조선왕조가 들어서자 1413년 태종13년에 익산군(益山郡)이 되었다. 면리제가 도입되자 14개 면으로 제편되었다.

14면 - 군내면, 미륵면, 제석면, 율촌면, 사제면, 구문천면, 춘포면, 두촌면, 팔봉면, 남일면, 동일면, 북일면, 서일면, 남이면
- 1895년 6월 23일(음력 윤5월 1일) 전주부 익산군으로 개편하였다.[1]
- 1896년 8월 4일 전북특별자치도 익산군으로 개편하였다.[2]
- 1906년 전주군 동일면, 서일면, 남일면, 남이면, 북일면, 우북면이 익산군에 편입되었다.
- 1911년 익산군청이 군내면에서 남일면으로 이전되었다.
- 1914년 4월 1일 용안군, 여산군, 함열군을 익산군으로 편입하였다. 익산면 이리(裡里)가 군 치소가 되었다.[3]

| 조선총독부령 제111호 |             |                                                                      |
| 구 행정구역 | 신 행정구역 | 신 행정구역                                                          |
| 익산군 군내면(郡內面) 옥동/옥전리/옥후리/상대리/하대리/구정리/한정리/누동/교동/신촌/원두리 일부/건지리 일부/죽림리 일부/(두천면)구기리 일부/신남리 일부/(미륵면)신정리 일부/(제석면)탑리 일부/황동 일부/부상천 일부, 남정리/원촌/서변리/상제리/하제리/저전리/용동 일부/연동 일부/원두리 일부/건지리 일부/죽림리 일부/(두천면)구기리 일부 | 금마면      | 동고도리, 서고도리                                                   |
| 익산군 미륵면(彌勒面) 각동/갈산리/(지석면)삼봉리, 마전리/기양리/노상리/향산리/서변리 일부/(구문천면)기상리 일부, 내산동/외산동/(여산군 서이면)내산리 일부, 신원리/동변리/망동/양촌/용순리/서변리 일부/(군내면)신정리 일부/오자동 일부/(두천면)중왕리 일부, 구룡리/독정리/침령리/황각동/구곡리/신정리 일부 | 금마면      | 갈산리, 기양리, 산북리, 용순리, 신용리                               |
| 익산군 우북면(紆北面) 소광리/사곡리/상암리/용암리/장암리, 이탄리/구동/신정리/관덕리 일부/덕동 일부/오전리 일부/앵금리 일부, 동촌/동통리/동하리/동도리/용남리/금광리, 동당리/동벌리/동봉리/서벌리/동목리, 마동/신기/갈전리/신흥리/후곡리/견동/통정리/(제석면)지동 일부/기양리 일부 | 왕궁면      | 광암리, 구덕리, 동용리, 동봉리, 흥암리                               |
| 익산군 제석면(帝石面) 역기/시대리/부거동/부상천 일부, 가좌동/도화정/상동리/하동리/양촌/포전리/오산리, 상발리/하발리/신궁리/지동 일부/기양리 일부/(두촌면)학연리 일부, 신사동/화곡리/탄곡리/황동 일부, 중리/오룡동/남사리/사정리/(우북면)앵금리 일부/오전리 일부/(춘포면)입석리 일부, 차마동/용연리/(우북면)용호리 일부/도평리 일부/화산리 일부/(춘포면)쌍정리 일부/(전주군 창덕면)시목리 일부/후정리 일부, 호음리/신정리/신흥리/궁평리/탑리 일부, 관동/신기/근남리/신평리/이인리 | 왕궁면      | 도순리, 동촌리, 발산리, 용화리, 쌍제리, 온수리, 왕궁리, 평장리       |
| 익산군 북일면(北一面) 항가리/묵동/요동/고현리/동문리/옥호동/매교리 일부/수곡리 일부/남중리 일부/남당리 일부/(서일면)학곤리 일부, 송내동 일부/장교리 일부/남중리 일부/(남일면)후신리 일부, 만석리 일부/하시리 일부/상시리 일부, 도교리/외장리/내장리 일부/영곡리 일부/모인리 일부/신리 일부, 신곶리/내곶리/계용리/오룡동/석상리/석하리/현영리 일부/신리 일부/모인리 일부, 소영등리/송내동 일부/신리 일부/모인리 일부, 양지리/어곶리 일부/궁동 일부/(동일면)신양리 일부/용비리 일부/(두천면)송정리 일부, 동영등리/서영등리/신성리/약촌/청복리/궁동 일부/송내동 일부, 서두리/동산리/현영리 일부/내장리 일부/상시리 일부/만석리 일부 | 북일면      | 고현리, 남중리, 만석리, 모인리, 신용리, 신리, 어양리, 영등리, 현영리 |
| 익산군 남일면(南一面) 마동/제내리/고봉리/사천리, 회룡리/회복리/신복리/하신리/신룡리/신평리/목천포/동자포 일부/목상리 일부/수월리 일부/(서일면)송만리 일부, 신리/장흥리/갈산리/신기/후리/목상리 일부/수월리 일부/후신리 일부/동산리 일부/이리 일부/(북일면)장교리 일부/남당리 일부/매교리 일부/(서일면)송만리 일부, 고잔리/상유리/월담리/동산리 일부/신동 일부/이리 일부/(동일면)신성리 일부 | 익산면      | 마동리, 목천리, 이리, 동산리                                         |
| 익산군 동일면(東一面) 강경리/금곡리/운룡리/신성리 일부/망산리 일부/신동 일부, 신월리/고잔리/대장촌/신평리/신룡리/간동 일부/(춘포면)회화리 일부/(김제군 회포면)유강리 일부, 석탄리/구복리/신룡리 일부/간동 일부/(남일면)유천리/(김제군 공동면)신복리 일부/동반월리 일부/(김제군 목연면)백구리 일부, 초곡리/신흥리/용암리/망산리 일부/용비리 일부 | 익산면      | 금강리, 대장촌리, 석탄리, 신흥리                                     |
| 익산군 서일면(西一面) 학동/송만리 일부/학곤리 일부/광양리 일부/(남이면)오산리 일부/(남일면)수월리 일부, 만석리/평영리/연평리/신검리/내검리/장후리/신평리/만상리/만중리 일부/만후리 일부/(북일면)하시리 일부/만석리 일부/(임피군 남일면)창성리 일부/만성리 일부/신정리 일부, 신리/신중리/기린리/신하리 일부/신후리 일부/관음리 일부/농흥리 일부/모산리 일부/(남이면)오산리 일부/(임피군 남이면)신평리 일부/하주리 일부, 화개동/도교리/가장리/외검리/용궁리/수항리/두문리/장항리/장중리/신후리 일부/신하리 일부/광양리 일부 | 오산면      | 송학리, 영만리, 오산리, 장신리                                       |
| 익산군 남이면(南二面) 후동리/전동리/야전리/신상리 일부/관음리 일부/북참리 일부/신덕리 일부/남참리 일부/황천리 일부/(서일면)농흥리 일부, 신석리/신기/화개동/만수동/신상리 일부/북참리 일부/광지리 일부/광덕리 일부/남참리 일부/옥포리 일부/(임피군 남이면)하주리 일부/중광리 일부/(만경군 북일도면)월포리 | 오산면      | 남전리, 신지리                                                       |
| 익산군 춘포면(春浦面) 자전리/신동/덕실리/회화리 일부/신호동 일부, 삼포리 일부, 판문리/사천리/신호동 일부/장연리 일부/(김제군 회포면)신기리 일부/신덕리 일부/(전주군 우서면)해전리 일부/신사리 일부, 입석리 일부/쌍정리 일부/반도리 일부/(전주군 우서면)중신리 일부/쌍북리 일부, 궁월리/화평리/반도리 일부/문종리 일부/(두촌면)광동 일부/(전주군 우서면)신평리 일부 | 춘포면      | 덕실리, 삼포리, 용연리, 쌍정리, 인수리                               |
| 익산군 두촌면(豆村面) 신동/노적리/원정리/수양동 일부/심암리 일부, 내동/문덕리/오산리/심암리 일부/신기 일부/광동 일부/(춘포면)반도리 일부, 엽동/갈전리/창평리 일부/금죽동 일부/수양동 일부/(두천면)덕성리 일부, 평영리/삼리/학연리 일부, 안천리/상다리/하다리/신기 일부/수양동 일부 | 춘포면      | 신동리, 오산리, 창평리, 천동리, 천서리                               |
| 익산군 율촌면(栗村面) 익성리/(사제면)서두리/상갈리/하갈리/화초동/(율촌면)중리 일부/(사제면)만대리 일부/하표리 일부/(함열군 동이면)상마리 일부 | 삼기면      | 서두리                                                               |
| 익산군 사제면(己梯面) 상표리/간촌/중리/석라리/하표리 일부/원촌 일부/(구문천면)사오랑리 일부, 당촌/대제리/소제리/용연리/궁교리 일부 | 삼기면      | 간촌리, 용연리                                                       |
| 익산군 구문천면(九文川面) 현동/석암리/점촌/삼기리/기산리 일부/사오랑리 일부/(사제면)석기리 일부, 채산리/연동/장항리/석불리/죽청리 일부/(여산군 서사면)신동 일부, 구정리/옥실리/제내리/검지리/오룡리/사오랑리 일부/(사제면)원촌 일부 | 삼기면      | 기산리, 연동리, 오룡리                                               |
| 익산군 지석면(支石面) 진자리/반월리/신성리/(사제면)궁교리 일부/(율촌면)내화리/외화리, 신림리/임내리/오상리/몽곶리, 석교리/은원리/신기/상두리/내두리 일부/(두천면)중왕리 일부/하왕리 일부, 원봉리/상정리/하정리/산정리/내두리 일부 | 팔봉면      | 월성리, 임상리, 은기리, 정족리                                       |
| 익산군 두천면(豆川面) 서성리/수랑동/하남리/구기리 일부/신남리 일부/덕천리 일부/(두촌면)금죽동 일부/창평리 일부/(군내면)연동 일부/용동 일부, 신왕리/상왕리/하왕리 일부/석치리 일부, 관동/석암리/추산리/만궁동 일부/이제리 일부/(춘포면)삼포리 일부, 작천리/망산리/부평리/송정리 일부/팔봉리 일부/석치리 일부/(북일면)궁동 일부/어곶리 일부, 신촌/조산리/용연리/용지리/이제리 일부, 장목리/당산리/점촌/어장동/조랑동/만궁동 일부/팔봉리 일부 | 팔봉면      | 덕기리, 석왕리, 석암리, 부송리, 용제리, 팔봉리                       |
18면 - 익산면, 오산면, 춘포면, 삼기면, 팔봉면, 금마면, 왕궁면, 북일면, 용안면, 함라면, 황등면, 웅포면, 성당면, 함열면, 여산면, 낭산면, 황화면, 망성면
- 1917년 9월 익산면, 오산면, 춘포면, 북일면 간 구역 변동이 있었다.

| 구 행정구역             | 신 행정구역 |
| ----------------------- | ----------- |
| 익산면 목천리           | 오산면 일부 |
| 익산면 석탄리, 대장촌리 | 춘포면 일부 |
| 익산면 금강리, 신흥리   | 북일면 일부 |
| 북일면 남중리, 고현리   | 익산면 일부 |

- 1931년 4월 1일 익산면을 익산읍으로 승격하였다.[4] (1읍 17면)
- 1931년 11월 1일 익산읍을 이리읍으로 개칭하였다.[5]
- 1933년 12월 1일 이리읍에 일제의 정(町) 제도가 실시되었다.

| 조선총독부령 제111호          | |
| 구 행정구역                   | 신 행정구역 |
| 이리읍 이리                   | 일출정(日出町), 굉정(轟町), 본정(本町)1·2정목, 영정(榮町)1·2정목, 경정(京町), 욱정(旭町), 서정(曙町), 대정정(大正町) |
| 이리읍 고현리, 남중리, 동산리 | 고현정(古縣町), 남중정, 동산정                                                                                       |
- 1946년 12월 1일 일본식 정명을 변경하였다.

| 조선총독부령 제111호                                                  | |
| 구 행정구역                                                           | 신 행정구역                                                                                           |
| 이리읍 일출정, 굉정, 경정, 욱정, 대정정, 서정, 고현정, 남중정, 동산정 | 이리읍 북창동(北昌洞), 철인동(鐵仁洞), 상신동(上新洞), 갈산동, 평화동, 주현동, 고현동, 남중동, 동산동 |
| 이리읍 영정1·2정목, 본정1·2정목                                       | 이리읍 호남동(湖南洞)·신흥동, 화선동(和善洞)·동인동(東仁洞)                                           |
- 1947년 2월 23일 이리읍을 이리부(裡里府)로 분리하였다.[6] (17면)
- 1947년 11월 8일 북일면 모인리, 오산면 송학리 일부, 목천리 일부를 이리부에 편입하였다.[7]
- 1963년 1월 1일 황화면을 논산군 연무읍에 편입하였다 (16면).[8]

| 법률 제1177호      |                    |
| 구 행정구역        | 신 행정구역        |
| 익산군 황화면 일원 | 논산군 연무읍 일부 |
- 1970년 7월 15일 용안면에 용동출장소를 설치하였다.[9]
- 1974년 7월 1일 북일면을 이리시에 편입하였다.[10] (15면)
- 1979년 5월 1일 함열면을 함열읍(咸悅邑)으로 승격하였다.[11] (1읍 14면)
- 1979년 7월 10일 군청사를 함열읍 와리 산62번지로 이전하였다.[12]
- 1983년 2월 15일 팔봉면 일원과 춘포면 석탄리를 이리시로 편입하였다.[13] (1읍 13면)

| 법률 제1177호        |             |
| 구 행정구역          | 신 행정구역 |
| 익산군 팔봉면 일원   | 이리시 일부 |
| 익산군 춘포면 석탄리 | 이리시 일부 |
- 1986년 4월 1일 용안면 용동출장소를 용동면으로 승격하였다.[14] (1읍 14면)
- 1995년 5월 10일 이리시 일원과 익산군 일원을 관할로 도농복합형태의 익산시가 설치되었다.[15]

## 행정 구역
1914년의 행정구역과 현재의 행정구역 비교
| 1914년          | 1914년                                                                                                 | 현재          | 현재                                                                                                   |
| 면              | 리 | 구·읍·면      | 동·리                                                                                                  |
| --------------- | --- | ------------- | --- |
| 익산면 (益山面) | 이리 일부, 이리 일부, 이리 일부, 이리 일부, 이리 일부, 이리 일부, 동산리, 마동리, 남중리, 고현리       | 익산시        | 중앙동, 창인동, 갈산동, 평화동, 인화동, 주현동, 동산동, 마동, 남중동, 모현동1가                        |
| 팔봉면 (八峯面) | 덕기리, 부송리, 석암리, 석왕리, 용제리, 은기리, 월성리, 임상리, 정족리, 팔봉리                         | 익산시        | 덕기동, 부송동, 석암동, 석왕동, 용제동, 은기동, 월성동, 임상동, 정족동, 팔봉동                         |
| 북일면 (北一面) | 금강리, 만석리, 모인리, 신리, 신용리, 신흥리, 어양리, 영등리, 현영리                                   | 익산시        | 금강동, 만석동, 모현동2가, 신동, 신용동, 신흥동, 어양동, 영등동, 현영동                                |
| 오산면 (五山面) | 남전리, 목천리 일부, 송학리 일부, 신지리, 영만리, 오산리, 장신리                                       | 익산시 오산면 | 남전리, 목천리, 송학리, 신지리, 영만리, 오산리, 장신리                                                 |
| 오산면 (五山面) | 송학리 일부, 목천리 일부                                                                               | 익산시        | 송학동, 목천동                                                                                         |
| 춘포면 (春浦面) | 석탄리                                                                                                 | 익산시        | 석탄동                                                                                                 |
| 춘포면 (春浦面) | 대장촌리, 덕실리, 삼포리, 쌍정리, 신동리, 오산리, 용연리, 인수리, 창평리, 천동리, 천서리               | 익산시 춘포면 | 춘포리, 덕실리, 삼포리, 쌍정리, 신동리, 오산리, 용연리, 인수리, 창평리, 천동리, 천서리                 |
| 금마면 (金馬面) | 갈산리, 기양리, 동고도리, 산북리, 서고도리, 신용리, 용순리                                             | 익산시 금마면 | 갈산리, 기양리, 동고도리, 산북리, 서고도리, 신용리, 용순리                                             |
| 삼기면 (三箕面) | 간촌리, 기산리, 서두리, 연동리, 오룡리, 용연리                                                         | 익산시 삼기면 | 간촌리, 기산리, 서두리, 연동리, 오룡리, 용연리                                                         |
| 왕궁면 (王宮面) | 광암리, 구덕리, 도순리, 동봉리, 동용리, 동촌리, 발산리, 쌍제리, 온수리, 왕궁리, 용화리, 평장리, 흥암리 | 익산시 왕궁면 | 광암리, 구덕리, 도순리, 동봉리, 동용리, 동촌리, 발산리, 쌍제리, 온수리, 왕궁리, 용화리, 평장리, 흥암리 |
| 여산면 (礪山面) | 두여리, 원수리, 제남리, 태성리, 여산리, 호산리                                                         | 익산시 여산면 | 두여리, 원수리, 제남리, 태성리, 여산리, 호산리                                                         |
| 낭산면 (郎山面) | 구평리, 낭산리, 삼담리, 석천리, 성남리, 용기리, 호암리                                                 | 익산시 낭산면 | 구평리, 낭산리, 삼담리, 석천리, 성남리, 용기리, 호암리                                                 |
| 망성면 (望城面) | 내촌리, 무형리, 신작리, 어량리, 장선리, 화산리                                                         | 익산시 망성면 | 내촌리, 무형리, 신작리, 어량리, 장선리, 화산리                                                         |
| 황화면 (黃華面) | 고내리, 마전리, 봉동리, 신화리, 안심리, 황화정리                                                       | 논산시 연무읍 | 고내리, 마전리, 봉동리, 신화리, 안심리, 황화정리                                                       |
| 용안면 (龍安面) | 교동리, 덕용리, 중신리, 창리, 용두리, 법성리, 석동리, 난포리, 송산리, 동지산리, 칠목리                 | 익산시 용안면 | 교동리, 덕용리, 중신리, 창리, 용두리, 법성리, 석동리, 난포리, 송산리, 동지산리, 칠목리                 |
| 용안면 (龍安面) | 흥왕리, 구산리, 용성리, 대조리, 화실리, 화배리                                                         | 익산시 용동면 | 흥왕리, 구산리, 용성리, 대조리, 화실리, 화배리                                                         |
| 함라면 (咸羅面) | 금성리, 다망리, 신대리, 신등리, 신목리, 함열리                                                         | 익산시 함라면 | 금성리, 다망리, 신대리, 신등리, 신목리, 함열리                                                         |
| 함열면 (咸悅面) | 남당리, 다송리, 석매리, 와리, 용지리, 흘산리                                                           | 익산시 함열읍 | 남당리, 다송리, 석매리, 와리, 용지리, 흘산리                                                           |
| 황등면 (黃登面) | 구자리, 동연리, 신성리, 용산리, 율촌리, 죽촌리, 황등리                                                 | 익산시 황등면 | 구자리, 동연리, 신성리, 용산리, 율촌리, 죽촌리, 황등리                                                 |
| 성당면 (聖堂面) | 장선리, 와초리, 대선리, 갈산리, 두동리, 성당리, 부곡리                                                 | 익산시 성당면 | 장선리, 와초리, 대선리, 갈산리, 두동리, 성당리, 부곡리                                                 |
| 웅포면 (熊浦面) | 입점리, 웅포리, 송천리, 고창리, 맹산리, 제성리, 대붕암리                                               | 익산시 웅포면 | 입점리, 웅포리, 송천리, 고창리, 맹산리, 제성리, 대붕암리                                               |